# Colby Minifie
Colby Minifie (nascida em 18 de setembro de 1992), é uma atriz americana. Uma ex-estudante da YoungArts que se formou na Universidade da Cidade de Nova York em 2014, Minifie começou a atuar aos 11 anos de idade. Ela passou quatro anos no Instituto Nacional de Dança.

## Filmografia
- 2009: Em Busca de uma Chance
- 2009: The Winning Season
- 2010: Beware the Gonzo
- 2012: Camilla Dickinson
- 2013: Deep Powder
- 2016: Don't Think Twice
- 2020: I'm Thinking of Ending Things - Yvonne

## Televisão
- 2009: Lei & Ordem (aparição como Sarah)
- 2011: Eden (aparição como Sue)
- 2011: Glee (aparição como Jovem Sue Sylvester)
- 2012: Nurse Jackie (aparição como Blithe)
- 2013: Law & Order: Special Victims Unit (aparição como Lindsay Bennett)
- 2013: The Blacklist (aparição como uma Menina no Trem)
- 2014: The Michael J. Fox  Show (aparição como Margot)
- 2014: Caixa Preta (aparição como Maddy Temko)
- 2015: Jessica Jones (recorrente como Robyn)
- 2019ː Fear the Walking Dead (recorrente como Virginia)
- 2019: The Boys (recorrente como Ashley)